# Chiesa di San Giovanni Battista (Gambarogno)
La chiesa parrocchiale di San Giovanni Battista è un edificio religioso che si trova a Contone, frazione di Gambarogno in Canton Ticino. Costruita agli inizi del XVII secolo, fu ricostruita nel 1851 in stile neoclassico. È chiesa parrocchiale dal 1769.

## Descrizione
L'edificio ha una pianta semplice, di forma rettangolare con due cappelle laterali e conclusa con un coro. Il campanile è stato rimaneggiato in epoca recente, rialzandolo rispetto a quanto fosse stato fatto in origine. L'interno presenta una copertura a volta a botte lunettata.